# Blagoëvgrad (stad)
Blagoëvgrad (Bulgaars: Благоевград) is een stad en een gemeente in het zuidwesten van Bulgarije, honderd kilometer ten zuiden van Sofia. Het is de hoofdstad van de oblast Blagoëvgrad. De stad ligt op ongeveer 560 meter hoogte in het dal van de rivier de Strymon en heeft ongeveer 70.000 inwoners.

## Geografie
De stad Blagoëvgrad is gelegen aan de Europese weg 79 en de nationale weg I-1. Blagoëvgrad ligt op 31 km afstand van Noord-Macedonië (183 km van Skopje), 83 km van Griekenland en 88 km van Servië. De afstand naar Sofia is 96 km en naar Plovdiv is het 193 km. De stad is een belangrijk kruispunt voor toeristen die het Rodopegebergte en de nabijgelegen skigebieden willen bezoeken, zoals Bansko, Dobrinisjte en Sandanski.
De gemeente Blagoëvgrad is gelegen in het noordwestelijke deel van de oblast Blagoëvgrad en heeft een oppervlakte van 620,118 km² (9,61% van het grondgebied). De grenzen zijn als volgt:
- in het noordwesten - de gemeente Nevestino, oblast Kjoestendil;
- in het noorden - de gemeente Bobosjevo en de gemeente Rila, oblast Kjoestendil;
- in het oosten, zuidoosten en zuiden - de gemeente Belitsa, de gemeente Razlog en de gemeente Simitli;
- in het westen - Noord-Macedonië.

## Geschiedenis
In de Ottomaanse periode heette deze plaats Yukarı Cuma, wat letterlijk "Oppervrijdag" betekent in het Turks. Deze naam werd omgedoopt tot de Bulgaarse vertaling Gorna Dzjoemaja (Bulgaars: Горна Джумая). In 1950 werd de stad vernoemd naar de oprichter van de Bulgaarse sociaaldemocratische partij, Dimitar Blagoev (1856-1924).

## Bevolking
De stad Blagoëvgrad had bij een schatting van 2020 een inwoneraantal van 68.179 personen. Dit waren 2.702 mensen (-3,8%) minder dan 70.881 inwoners bij de officiële census van februari 2011. De gemiddelde jaarlijkse groei in die periode komt daarmee uit op -0,39%, hetgeen hoger is dan het landelijk jaarlijks gemiddelde over deze periode (-0,63%). Het maximum aantal inwoners werd bereikt in 1995: er woonden toen 74.133 mensen in de stad, meer dan een vertienvoudiging ten opzichte van 6.440 inwoners in 1900.
- 1900 6440
Vorstendom Bulgarije
- 1934 11145
Koninkrijk Bulgarije
- 1946 16007
Volksrepubliek Bulgarije
- 1956 22826
Volksrepubliek Bulgarije
- 1965 34177
Volksrepubliek Bulgarije
- 1975 50023
Volksrepubliek Bulgarije
- 1985 65065
Volksrepubliek Bulgarije
- 1992 71476
Republiek Bulgarije
- 1995 74133
Republiek Bulgarije
- 2001 71144
Republiek Bulgarije
- 2011 70881
Republiek Bulgarije
- 2020 68179
Republiek Bulgarije

- Vorstendom Bulgarije
- Volksrepubliek Bulgarije
- Koninkrijk Bulgarije
- Republiek Bulgarije

Op 31 december 2020 telde de gemeente Blagoëvgrad 74.452 inwoners, waarvan 68.179 in de stad Blagoëvgrad zelf en 6.273 in 24 dunbevolkte en ongerepte bergdorpen op het platteland. De gemeente heeft een hoge urbanisatiegraad van 91,6%. Pokrovnik (868 inwoners) en Riltsi (860 inwoners) zijn de grootste dorpen qua inwonersaantal.

### Etnische samenstelling
In 1900 telde de stad 6.440 inwoners, waarvan ongeveer 1.250 Bulgaren, 4.500 Turken, 250 Vlachen, 200 Roma, 180 Joden en 60 Grieken. In die tijd woonden de meeste Turken in de stad en de Bulgaren in de omliggende dorpen. In de daaropvolgende decennia arriveerden veel vluchtelingen uit Vardar- en Grieks-Macedonië in de stad.

### Religie
De laatste volkstelling werd uitgevoerd in februari 2011 en was optioneel. Van de 77.441 inwoners reageerden er 61.995 op de volkstelling. Van deze 61.995 ondervraagden waren er 55.834 lid van de Bulgaars-Orthodoxe Kerk, oftewel 90,06% van alle ondervraagden. De rest van de bevolking had een andere geloofsovertuiging of was niet religieus.
| Religieuze samenstelling in februari 2011 | Religieuze samenstelling in februari 2011 | Religieuze samenstelling in februari 2011 | Religieuze samenstelling in februari 2011 | Religieuze samenstelling in februari 2011 |
| ----------------------------------------- | ----------------------------------------- | ----------------------------------------- | ----------------------------------------- | ----------------------------------------- |
|                                           |                                           |                                           |                                           |                                           |
| Bulgaars-Orthodoxe Kerk                   | Bulgaars-Orthodoxe Kerk                   |                                           | 90,06%                                    | 90,06%                                    |
| Katholieke Kerk                           | Katholieke Kerk                           |                                           | 0,44%                                     | 0,44%                                     |
| Protestantisme                            | Protestantisme                            |                                           | 0,64%                                     | 0,64%                                     |
| Islam                                     | Islam                                     |                                           | 0,60%                                     | 0,60%                                     |
| Geen                                      | Geen                                      |                                           | 3,47%                                     | 3,47%                                     |
| Anders/ Onbekend                          | Anders/ Onbekend                          |                                           | 4,79%                                     | 4,79%                                     |

## Gemeentelijke kernen
De gemeente Blagoëvgrad telt 26 nederzettingen, bestaande uit de stad Blagoëvgrad en de onderstaande 25 dorpen (met het aantal inwoners per 2017):
- Balgartsjevo 275
- Belo Pole 598
- Bistritsa 80
- Boestjino 64
- Dabrava 128
- Debotsjitsa 15
- Delvino 77
- Drenkovo 66
- Elenovo 186
- Gabrovo 36
- Izgrev 560
- Klisoera 28
- Lesjko 146
- Lisija 11
- Logodazj 291
- Maroelevo 77
- Mosjtanets 57
- Obel 26
- Padesj 577
- Pokrovnik 885
- Riltsi 870
- Selisjte 249
- Tserovo 653
- Zelendol 199

## Sport
In de stad speelt voetbalclub Pirin Blagoëvgrad haar thuiswedstrijden.

## Geboren
- Nikola Kovachev (1934-2009), voetballer en voetbalmanager
- Stanislav Bachev (1978), voetballer
- Ivan Tsvetkov (1979), voetballer
- Dimitar Berbatov (1981), voetballer
- Gerasim Zakov (1984), voetballer
- Petar Zanev (1985), voetballer
- Stanislav Manolev (1985), voetballer
- Ilko Pirgov (1986), voetballer
- Ivan Ivanov (1988), voetballer
- Georgi Kitanov (1995), voetballer

## Zustersteden
Blagoëvgrad is verzusterd met de volgende steden:
| - Auburn, Verenigde Staten - Čakovec, Kroatië - Prilep, Noord-Macedonië - Serres, Griekenland - Akademgorodok, Rusland - Lund, Zweden - Székesfehérvár, Hongarije - Žilina, Slowakije |